# 스츠크체파노브의 스타니슬라오
스츠크체파노브의 성 스타니슬라오(폴란드어: Święty Stanisław ze Szczepanowa, 1030년 7월 26일 - 1079년 4월 11일)는 폴란드 크라쿠프의 주교이다. 생전에 뛰어난 설교와 영적 지도로 명성이 높았으며, 폴란드 국왕 볼레스와프 2세의 불의와 폭정을 꾸짖다가 죽임을 당한 것으로 유명하다. 로마 가톨릭교회에서는 그의 죽음을 순교로 인정하여 그를 성인으로 시성하였다.